# Sejidae
Famille
Synonymes
- Liroaspididae Trägårdh, 1946
- Dwigubskyiidae Vitzthum, 1941

Les Sejidae sont une famille d'acariens mesostigmates.

## Liste des genres
- Adenosejus Lekveishvili & Krantz, 2004
- Africasejus Lekveishvili & Klompen, 2006
- Epicroseius Berlese, 1905
- Sejus Koch, 1836
- Zuluacarus Trägårdh, 1906

## Taxinomie
Cette famille est classée dans le sous-ordre des Sejida,. 

## Publication originale
- Berlese, 1885 : Acarorum systematis specimen. Bullettino della Società entomologica italiana, vol. 17, p. 121–135 (texte intégral).